# 根岸佑輔
根岸 佑輔（ねぎし ゆうすけ、1984年8月13日 - ）は、日本のアナウンサー。テレビ神奈川 (tvk) に在職中。神奈川県横浜市出身。

## 人物
成城学園中学校高等学校、成城大学卒業。東京アナウンスセミナー出身。
シンガーソングライターの三浦祐太朗とは高校時代からの友人である。
2007年4月、テレビ山梨（UTY）に入社。
2011年3月末に退社し、同年4月にtvkへ移籍。UTYでのスポーツアナウンサー経験があるため、入社1年目からスポーツ中継の実況を担当する。
2015年に結婚。2018年9月に第一子（男児）が誕生している。
2018年6月1日には、神奈川県警察の一日鉄道警察隊長に就任している。

## 担当番組

### 現在
- tvkプロ野球中継 横浜DeNAベイスターズ熱烈LIVE  - 実況・リポーター
- 全国高等学校野球選手権神奈川大会 - 実況（2011年度 - ）
- 各種スポーツ中継 - 実況・リポーター
- tvkニュース・天気（随時）
- tvkスポットニュース（随時）

### 過去

#### テレビ山梨
- UTYはなきんマーケット
- 山梨いまじん
- UTYニュースの星 - スポーツキャスター
- 各種スポーツ中継
- きずなさん

#### テレビ神奈川
- ありがとッ! - MC（金曜担当、2011年4月 - 2014年3月）
- ホソネギ
- ねぎ★スポ
- NEWS930α - スポーツキャスター[注 1]
- あっぱれ!KANAGAWA大行進（2012年12月17日、2014年4月26日） - 代演MC[2][3]
- 猫のひたいほどワイド - 代理MC（2019年8月5日・2021年1月26日 - 2月9日・3月2日・11月15日）
- ありあけPresents Make-A-Wish YOKOHAMA たまくす伝説『横浜反撃』（2022年3月20日） - 進行
- これからどうするtvk（2022年4月1日） - 進行
- ハマナビ